# Watch on the Rhine
Watch on the Rhine (bra: Horas de Tormenta) é um filme estadunidense de 1943, dos gêneros drama e espionagem, dirigido por Herman Shumlin, e estrelado por Bette Davis e Paul Lukas. O roteiro de Dashiell Hammett foi baseado na peça teatral homônima de 1941, de Lillian Hellman.
A produção foi indicada ao Oscar de melhor filme e Paul Lukas ganhou o Oscar de melhor ator por sua performance como Kurt Muller, um antifascista nascido na Alemanha.
O jornal The New York Times colocou a produção em sua lista dos 1.000 melhores filmes de todos os tempos.

## Sinopse
Após viver 17 anos na Europa, Sara (Bette Davis), seu marido Kurt Muller (Paul Lukas) e seus três filhos retornam aos Estados Unidos pela fronteira mexicana para visitar David (Donald Woods) e Fanny Farrelly (Lucile Watson), o irmão e a mãe dela. Complicações aparecem quando Kurt é envolvido em um assassinato e começa a ser chantageado por Teck (George Coulouris), um homem que descobriu a ligação de Kurt à ascensão do nazismo após seu envolvimento em atividades antifascistas.

## Elenco
- Bette Davis como Sara Muller
- Paul Lukas como Kurt Muller
- Lucile Watson como Sra. Fanny Farrelly
- Geraldine Fitzgerald como Condessa Marthe de Brancovis
- George Coulouris como Conde Teck de Brancovis
- Beulah Bondi como Anise
- Donald Woods como David Farrelly
- Donald Buka como Joshua Muller
- Janis Wilson como Babette Muller
- Eric Roberts como Bodo Muller
- Henry Daniell como Barão Phili von Ramme
- Kurt Katch como Blecher
- Clarence Muse como Horace
- Mary Young como Sra. Mellie Sewell
- Anthony Caruso como Homem Italiano no Trem

## Produção
A peça teatral de Lillian Hellman teve uma sequência respeitável de 378 apresentações na Broadway. Sentindo que seu foco no patriotismo o tornaria um filme de propaganda prestigiado no auge da Segunda Guerra Mundial, Jack L. Warner pagou US$ 150.000 pelos direitos de exibição em 1941. O produtor da peça, Herman Shumlin, foi contratado para dirigir o filme, enquanto muitos dos atores da peça reprisaram seus papéis no filme.
Como Bette Davis estava gravando "A Estranha Passageira" (1942), o produtor Hal B. Wallis começou a procurar outra atriz para o papel de Sara Muller, enquanto o companheiro de Hellman, Dashiell Hammett, começou a escrever o roteiro em sua fazenda em Pleasantville, Nova Iorque. Irene Dunne gostou do material, mas sentiu que o papel era muito pequeno, já Margaret Sullavan não demonstrou nenhum interesse no projeto. Edna Best, Rosemary DeCamp e Helen Hayes também foram consideradas para o papel.
Para o papel de Kurt Muller, Wallis queria Charles Boyer. O produtor, no entanto, sentiu que o sotaque francês de Boyer atrapalharia o desenvolvimento do personagem, então decidiu escalar Paul Lukas, que havia originado o papel na Broadway, além de ter sido homenageado pela The Drama League por sua atuação.
Paul Henreid disse mais tarde que Warner o ofereceu o papel principal, mas ele recusou porque não queria ser estereotipado, e sentiu que o filme era baseado em uma "peça artificial, de forma alguma igual a Flight to the West, de Elmer Rice. Meu contrato original estipulava que eu sempre ficaria com a garota, e eu usei isso como desculpa para sair do filme".
Antes do início das produções, Hammett foi afastado devido a uma lesão nas costas, e quando estava pronto para retomar o trabalho no roteiro, Davis estava perto de concluir seu trabalho em "A Estranha Passageira". Wallis enviou a Davis, uma firme defensora de Franklin D. Roosevelt e uma feroz oponente do nazismo, o roteiro em andamento, e ela imediatamente aceitou a oferta.
Com Davis escalada como Sara, Wallis encorajou Hammett a embelezar o que era essencialmente um papel coadjuvante a fim de torná-lo digno do status de grande estrela da atriz, e abrir a história adicionando cenas fora da sala de estar dos Farrelly, que era originalmente o único cenário da peça teatral.
A Administração do Código de Produção estava preocupada com o fato de Kurt Muller ter escapado da acusação pelo assassinato de Teck de Brancovis, então o Escritório Hays sugeriu que adicionassem Kurt sendo morto pelos nazistas no final do filme, a fim de mostrar que ele pagou por seu crime. Hellman se opôs, o estúdio concordou que Kurt tinha motivos para atirar em Teck, e o roteiro permaneceu como estava. Após a exibição de "Watch on the Rhine" em 25 de abril de 2020, na TCM, Dave Karger contou que Joseph Breen exigiu uma nova cena em que Kurt sofresse as consequências de suas ações, mas Lukas não apareceu para as filmagens. O censor insistiu que Kurt não poderia se livrar impune de algo tão grave como um assassinato, mesmo que fosse o de um nazista, então criaram uma cena final que agradasse o Escritório.
As filmagens começaram em 9 de junho de 1942 e não foi da forma como todos esperavam. Começando a gravar suas cenas apenas uma semana depois de "A Estranha Passageira" terminar sua produção, Davis estava trabalhando sem férias substanciais e havia atingido seu limite. Como resultado, ela imediatamente entrou em conflito com Herman Shumlin, que havia dirigido a peça, mas não tinha experiência com produções cinematográficas. Davis tendia a ignorar as sugestões dele.
As emoções à flor da pele de Bette levaram Wallis a enviar várias notas pedindo ao diretor para reduzir a carga de sua personagem. Shumlin ameaçou se demitir porque estava descontente com o diretor de fotografia Merritt B. Gerstad, que acabou sendo substituído por Hal Mohr para apaziguar o diretor. Enquanto isso, Davis também havia entrado em conflito com Lucile Watson, que estava reprisando seu papel da peça, já que Watson era uma republicana fervorosa cujas opiniões políticas contrastavam fortemente com as de uma Davis democrata. Ela e Lukas, no entanto, se davam muito bem.
Várias cenas externas filmadas em Washington foram cortadas do filme antes de seu lançamento devido às restrições do tempo de guerra, que proibiam filmagens em que apareciam edifícios do governo. Outros locais de gravação incluíram o Rancho da Warner Bros. em Burbank, Busch Gardens em Pasadena, Union Station em Los Angeles, e Graves Mansion em San Marino, Califórnia.
Quando Wallis anunciou que Davis receberia o maior salário, ela reclamou, dizendo achar isso ridículo, já que o papel dela não era o principal. O departamento de publicidade do estúdio argumentou que era o nome dela que atrairia um público maior e, apesar de sua resistência, os créditos do filme e todos os materiais promocionais a listaram primeiro.
Davis e Lukas reprisaram seus papéis para uma adaptação de rádio que foi ao ar na transmissão de 10 de janeiro de 1944 do The Screen Guild Theatre.

## Recepção
Bosley Crowther, do The New York Times, chamou-o de "um filme distinto – um filme cheio de sentido, poder e beleza", e adicionou: "Seu sentido reside firmemente em enfrentar uma das ironias mais trágicas da civilização, seu poder deriva da segurança com que conta uma história mordaz e sua beleza está em suas revelações de coragem e dignidade humanas. É um elogio insignificante chamá-lo de um dos melhores filmes adultos da atualidade". Ele continuou: "A peça da Srta. Hellman tende a ser um tanto estática em seus primeiros trechos na tela. Com grande parte da ação confinada em um cômodo da casa, o desenvolvimento depende muito do diálogo – o que é perigoso em filmes. Mas a prosa da Srta. Hellman é tão lúcida, seus personagens tão seguramente concebidos e o Sr. Shumlin dirigiu uma tensão tão fina neste seu primeiro esforço para as telas que movimento não é essencial. Os personagens se impulsionam". Em conclusão, ele escreveu: "Foi dado um final ao filme que avança a história alguns meses e mostra a esposa se preparando para deixar seu filho mais velho seguir seu pai de volta à Europa. Isso é dramaticamente supérfluo, mas o espírito é bom nestes tempos. E acrescenta muito mais heroísmo a um filme bom, sincero e franco".
A Variety chamou-o de "um filme distinto ... ainda melhor do que sua poderosa versão teatral original. Expressa o mesmo tema urgente, mas com um alcance mais amplo e em termos mais afetivos de emoção pessoal. O filme mais que mantém o tema vital da peça original. Na verdade, leva o tema mais longe e mais profundamente, e faz isso com uma convicção apaixonada e enorme habilidade ... Assim como na peça, Paul Lukas é o grande astro do filme. Qualquer coisa que seu papel possa ter perdido na comunicação com o papel de Bette Davis é compensada pelo valor projetivo da câmera para close-ups. Sua retratação do heróico alemão tem a mesma força silenciosa e lentamente acumulada que tinha no palco, mas agora parece ainda melhor definido e cuidadosamente detalhado, e tem muito mais vitalidade. No papel menor da esposa, Davis dá um desempenho de distinção genuína".
Davis afirmou em uma entrevista de 1971 com Dick Cavett que ela desempenhou o papel de esposa pelo 'valor de seu nome', já que o estúdio não considerava o filme um bom risco financeiro, e seu nome ao ser o primeiro creditado atrairia o público. Davis aceitou de bom grado o papel coadjuvante porque sentiu que a história era muito importante e que a escrita de Hellman era "super brilhante".
O National Board of Review observou que "Paul Lukas aqui tem uma chance de ser indiscutivelmente o ótimo ator que ele sempre mostrou muitos sinais de ser. Bette Davis se submete a um papel coadjuvante quase com um ar de gratidão por poder finalmente ser descomplicadamente decente e admirável. Não é uma interpretação muito colorida, mas a lealdade silenciosa e o heroísmo contido não fornecem muitas saídas para o espetáculo histriônico".

### Bilheteria
De acordo com os registros da Warner Bros., o filme arrecadou US$ 2.149.000 nacionalmente e US$ 1.243.000 no exterior, totalizando US$ 3.392.000 mundialmente.

## Prêmios e indicações
| Ano  | Cerimônia                                       | Categoria                      | Indicado                       | Resultado |
| ---- | ----------------------------------------------- | ------------------------------ | ------------------------------ | --------- |
| 1943 | Prêmio da Associação de Críticos de Nova Iorque | Melhor filme                   | Jack L. Warner & Hal B. Wallis | Venceu    |
| 1943 | Prêmio da Associação de Críticos de Nova Iorque | Melhor ator                    | Paul Lukas                     | Venceu    |
| 1944 | Globo de Ouro                                   | Melhor ator em filme dramático | Paul Lukas                     | Venceu    |
| 1944 | Oscar                                           | Melhor filme                   | Jack L. Warner & Hal B. Wallis | Indicado  |
| 1944 | Oscar                                           | Melhor ator                    | Paul Lukas                     | Venceu    |
| 1944 | Oscar                                           | Melhor atriz coadjuvante       | Lucile Watson                  | Indicado  |
| 1944 | Oscar                                           | Melhor roteiro adaptado        | Dashiell Hammett               | Indicado  |

## Mídia doméstica
Em 1º de abril de 2008, a Warner Home Video lançou o filme como parte da box set "The Bette Davis Collection, Volume 3", que incluiu "The Old Maid" (1939), "All This, and Heaven Too" (1940), "The Great Lie" (1941), "Nascida para o Mal" (1942), e "Deception" (1946).